# Dive Bomber
Dive Bomber (literalmente «bombardero en picado») es una película estadounidense dirigida por Michael Curtiz y protagonizada por Errol Flynn, estrenada en 1941. La Hispanidad le ha atribuido diferentes títulos en español:
- Argentina: Bombarderos en picada
- España: Bombarderos en picado[1][2]
- España (para la televisión): El escuadrón de la muerte
- México: El escuadrón suicida
- Venezuela: Bombarderos[3]

## Sinopsis
El argumento se centra en dos aviadores navales, uno de ellos médico, que trata de solucionar el mal de altura que afecta a los pilotos a partir de los 2400 metros de altitud.
La película fue estrenada apenas cuatro meses antes de la entrada de Estados Unidos en la Segunda Guerra Mundial.